# چرخ‌ریسک چشم‌گوشه‌سیاه هیمالیا
چرخ‌ریسک چشم‌گوشه‌سیاه هیمالیا (نام علمی: Parus xanthogenys) نام یک گونه از سرده چرخ‌ریسک است.